# Dżabal Tuwajk
Dżabal Tuwajk (arab. جبل طويق, Ǧabal Ṭuwayq) – góry na Półwyspie Arabskim, przecinające region płaskowyżu Nadżd w środkowej Arabii Saudyjskiej, zbudowane z wapieni jurajskich, o średniej wysokości 300–500 m n.p.m.

## Opis
Dżabal Tuwajk tworzy wygięty ku wschodowi łuk w środkowej Arabii Saudyjskiej pomiędzy pustyniami Mały Nefud na wschodzie a Wielkim Nefudem i Nafud as-Sirr na zachodzie. Rozciąga się na długości ok. 700 km, a jego szerokość dochodzi do 100 km.
Zbudowane z wapieni jurajskich (Kelowej) pasmo wznosi się średnio na wysokość 300–500 m, a najwyższy szczyt ma 1082 m n.p.m. Przeprowadzone badania geologiczne wskazują na obecność złóż ropy naftowej.
Wzdłuż podnóża występują liczne oazy. U wschodniego podnóża w części środkowej leży Rijad – stolica Arabii Saudyjskiej.